# 山崎 (鎌倉市)
山崎（やまさき）は神奈川県鎌倉市深沢地域にある大字。旧名は洲崎（風土記稿）で鎌倉の戦いにおける「洲崎古戦場」はこの地を指す。住居表示未実施区域。

## 地理・歴史
地名の由来は山丘の先端に基づく（風土記稿）ほか、京都の山崎を擬えたものとされる。初見は義堂周信の『空華日用工夫略集』で、貞治6年（1367年）の「密かに山崎に匿る」である。鎌倉公方足利基氏の万寿寺住持就任を謝絶し山崎に隠棲した。応安7年（1374年）11月23日に円覚寺大火のため、長老大法大闡が「山崎宝積寺」に移っている。この宝積寺は京都の宝積寺を模して創建されたという（現在は廃寺）。康正3年（1457年）2月の「今川範忠禁制」に「相州山崎村」の記述がある。明応3年（1494年）4月19日の「玉井院檀那本銭返売券」において「山崎泉蔵坊」は熊野詣の先達職を持つ坊であったことが記されている。永正17年（1520年）3月25日の資料でも「鎌倉山崎泉蔵坊 祐秀」と記録され、江戸時代に続く熊野信仰の拠点となっていた。
後北条氏の時代には東郡に属したが江戸時代には鎌倉郡に属し、正保元年（1644年）の正保国絵図にも「山嵜村」と記録されている。江戸時代は幕府領であった。
皇国地誌によると明治12年（1879年）の戸数52、人口284人であった。明治22年（1889年）4月の町村制施行により、梶原、上町屋、手広、寺分、常盤、笛田と合併して深沢村が誕生し大字となった。
昭和23年（1948年）1月、深沢村が鎌倉市と合併した際に鎌倉市の大字となる。昭和42年（1967年）2月、住居表示により山崎の一部が台一丁目、二丁目となった。

### 地価
住宅地の地価は、2022年（令和4年）7月1日の公示地価によれば、山崎字前田1170番2の地点で19万6000円/m2となっている。

## 世帯数と人口
2023年（令和5年）9月1日現在（鎌倉市発表）の世帯数と人口は以下の通りである。
| 大字 | 世帯数    | 人口    |
| ---- | --------- | ------- |
| 山崎 | 2,511世帯 | 5,563人 |

### 人口の変遷
国勢調査による人口の推移。
| 年                 | 人口  |
| ------------------ | ----- |
| 1995年（平成7年）  | 4,673 |
| 2000年（平成12年） | 4,128 |
| 2005年（平成17年） | 4,815 |
| 2010年（平成22年） | 5,188 |
| 2015年（平成27年） | 5,391 |
| 2020年（令和2年）  | 5,549 |

### 世帯数の変遷
国勢調査による世帯数の推移。
| 年                 | 世帯数 |
| ------------------ | ------ |
| 1995年（平成7年）  | 1,762  |
| 2000年（平成12年） | 1,680  |
| 2005年（平成17年） | 2,029  |
| 2010年（平成22年） | 2,169  |
| 2015年（平成27年） | 2,288  |
| 2020年（令和2年）  | 2,429  |

## 学区
市立小・中学校に通う場合、学区は以下の通りとなる（2017年7月時点）。
| 番地 | 小学校               | 中学校             |
| --- | -------------------- | ------------------ |
| 1～28、 315～423 | 鎌倉市立玉縄小学校   | 鎌倉市立玉縄中学校 |
| 29～314、425～442、445～449、451～454 456、458～563、568～576、661～710 720～735、878～903、972                                                                                     | 鎌倉市立富士塚小学校 | 鎌倉市立玉縄中学校 |
| 795～802、840～855、877、904〜971 1467～1469、1478、1491-3〜4、1493～1495 1574-6～22、1574-28                                                                                       | 鎌倉市立富士塚小学校 | 鎌倉市立深沢中学校 |
| 424、443〜444、450、455、457 564～567、577～660、711～719、736～794 803～839、856～876、973～1466、1470～1472 1480～1490、1491-1〜2、1492、1499～1573 1574-1～5・23～27、1576～2824 | 鎌倉市立山崎小学校   | 鎌倉市立大船中学校 |

## 事業所
2021年（令和3年）現在の経済センサス調査による事業所数と従業員数は以下の通りである。
| 大字 | 事業所数 | 従業員数 |
| ---- | -------- | -------- |
| 山崎 | 80事業所 | 1,581人  |

### 事業者数の変遷
経済センサスによる事業所数の推移。
| 年                 | 事業者数 |
| ------------------ | -------- |
| 2016年（平成28年） | 87       |
| 2021年（令和3年）  | 80       |

### 従業員数の変遷
経済センサスによる従業員数の推移。
| 年                 | 従業員数 |
| ------------------ | -------- |
| 2016年（平成28年） | 1,346    |
| 2021年（令和3年）  | 1,581    |

## 施設

### 行政施設
- 鎌倉中央公園
- 鎌倉武道館
- 山崎浄化センター

### 寺社・旧跡
- 北野神社（別名、山崎天神）
- 昌清院（円覚寺の塔頭。円覚寺#塔頭の項を参照）

### その他
- 湘南鎌倉医療大学

## その他

### 日本郵便
- 郵便番号 : 247-0066[3]（集配局 : 大船郵便局[18]）。